# Portada/article agost 3

## Tresor de l'Oxus
El Tresor de l'Oxus és una col·lecció de 170 objectes de metal·lúrgia en argent i or que daten de la dinastia Aquemènida, casa reial que va governar a l'Imperi Persa des del 550 aC al 330 aC. Algunes peces es troben al Victoria and Albert Museum i la majoria al Museu Britànic. Van ser trobades entre 1876 i 1880 a la ribera nord del riu Oxus, a l'actual Tadjikistan (antiga regió històrica de Bactriana). Constitueix el tresor més ben conegut d'objectes d'or i argent de l'època aquemènida. És d'extraordinària importància, no solament per la qualitat de les seves peces, sinó perquè ha constituït la base de l'estudi de l'orfebreria aquemènida. El tresor, integrat per miniatures de carros amb els seus cavalls, segells, figures, braçalets, anells, monedes, gerres, plaques votives i objectes personals, va ser llegat al Museu Britànic per l'antiquari Augustus Wollaston Franks el 1897.